# Ira Sprague Bowen
Ira Sprague Bowen (ur. 21 grudnia 1898 w Seneca Falls w Hrabstwie Seneca, zm. 6 lutego 1973 w Los Angeles) – amerykański astronom i astrofizyk, którego wyjaśnienia silnych zielonych linii emisyjnych w widmie mgławic przyczyniło się do postępu w badaniu składu gwiazd i przestrzeni międzygwiazdowej.

## Życiorys
Studiował w Houghton Seminary i Oberlin College. Pracował na California Institute of Technology, gdzie był asystentem Roberta Millikana. Wykładał tam fizykę oraz prowadził badania nad promieniowaniem kosmicznym, ale jego rozprawa doktorska dotyczyła strat ciepła podczas parowania wody z jezior.
Prowadzone przez niego badania nad widmami UV zjonizowanych atomów pozwoliły zdementować hipotezę o występowaniu pierwiastka nebulium. Przypisywane hipotetycznemu pierwiastkowi linie Bowen zidentyfikował jako linie wzbronione podwójnie zjonizowanych atomów tlenu 
.
W 1938 roku skonstruował przecinacz obrazu - urządzenie dzielące obraz gwiazdy na „plasterki”, poprawiające efektywność spektrografu szczelinowego.  
W czasie II wojny światowej pracował w Jet Propulsion Laboratory nad projektem związanym z bronią rakietową. Po wojnie był dyrektorem Mount Wilson Observatory (w latach 1946-1948), a także Obserwatorium Palomar (1948-1964).

## Wyróżnienia i nagrody
- Medal Henry'ego Drapera (1942)
- Bruce Medal (1957)
- Henry Norris Russell Lectureship (1964)
- Złoty Medal Królewskiego Towarzystwa Astronomicznego (1966)

Jego imieniem nazwano:
- krater Bowen na Księżycu
- planetoidę (3363) Bowen
- Stosunek Bowena